# El caballero del dragón
El caballero del dragón es una película española de 1985 de ciencia ficción dirigida por Fernando Colomo y protagonizada por Miguel Bosé y Klaus Kinski. Está considerada una de las peores películas de su director y del cine español en general, lo que unido a su abultado presupuesto la convirtió en un gran fracaso de taquilla.

## Sinopsis
En un lugar indeterminado de la Europa medieval una nave extraterrestre es confundida con un dragón. Su tripulante, Ix, se enamora de la princesa Alba y se ve envuelto en un conflicto entre el conde de Rue y los malvados Fray Lupo y el capitán Klever. Al final vence a los malvados, se queda con la princesa y es aclamado por el pueblo que le confunde con un santo debido a la aureola que envuelve su cabeza.

## Distribución
Después de su lanzamiento en España, CineTel Films la distribuyó para los cines estadounidenses en verano de 1986. La película no fue lanzada en formato videocassette en Estados Unidos hasta 1992, cuando fue comercializada por Vidmark Entertainment. 

## Reparto
| Actor           | Personaje             | Notas                          |
| --------------- | --------------------- | ------------------------------ |
| Miguel Bosé     | Ix, el extraterrestre |                                |
| Klaus Kinski    | Boecius               |                                |
| Harvey Keitel   | Klever                |                                |
| Fernando Rey    | Fray Lupo             |                                |
| María Lamor     | Princesa Alba         |                                |
| José Vivó       | Conde de Rue          |                                |
| Josep Maria Pou |                       | Acreditado como José María Pou |
| Paco Catalá     | Pastor                |                                |
| Carles Canut    |                       | Acreditado como Carlos Canut   |
| Lydia Bosch     |                       | Acreditada como Lidia Bosch    |